# Reibungswinkel
Der Reibungswinkel oder Winkel der inneren Reibung ist der Winkel, unter dem ein Festkörper oder ein körniges Material belastet werden kann, ohne abzurutschen oder zu versagen. Er ist ein Maß für die Reibungsbegabung ihrer Oberflächen (Reibung und Rauheit bzw. Glätte). Der innere Reibungswinkel granularer Medien ist nicht identisch mit dem „Schüttwinkel“ von Schüttgut oder mit dem „Böschungswinkel“ einer Aufschüttung.
Der Reibungswinkel wird in Grad angegeben. In Berechnungen verwendet man den Tangens des Reibungswinkels, der dimensionslos ist. Der Tangens des Reibungswinkels ist das Verhältnis von Reibungskraft zu Normalkraft in der Reibungsfläche, mit denen der Körper im Grenzzustand des Gleichgewichts belastet ist. Er gibt die Neigung der resultierenden Kraft in der Reibungsfläche an.
Der Schüttwinkel definiert die Hangneigung eines Haufens oder einer geschütteten Böschung. In der Natur finden sie sich auch bei Schuttkegeln (siehe Talus).
Trockener, reiner Sand besteht aus nahezu gleich großen, abgerundeten Sandkörnern. Wie in einer dichten Packung aus Kugeln hält der Sandhügel nur aufgrund der Reibung zwischen den Körnern. Sobald die Seiten des Hügels einen kritischen Winkel übersteigen, beginnt der Sand zu rutschen. Steiler als 40° kann kein Sandhaufen werden. Aus diesem Grund ist eine Dünenspitze auch nie wirklich spitz.

## Reibung von Festkörpern
Liegen zwei feste Körper aufeinander und berühren sich an einer ebenen horizontalen Fläche, so ist der Reibungswinkel der Winkel der resultierenden Kraft aus Horizontalkraft und Vertikalkraft, die im „Grenzgleichgewichtszustand“ auf den oberen Körper wirkt. Grenzgleichgewichtszustand ist bei einer zunehmenden Horizontalkraft dann erreicht, wenn der obere Körper gerade noch nicht ins Rutschen gerät. 
Ist die Horizontalkraft, die in Richtung der ebenen Fläche auf den oberen Körper wirkt, groß genug, kann sie ihn wegschieben. Die Vertikalkraft N, die senkrecht („normal“) zur Kontaktfläche auf den oberen Körper wirkt, drückt beide Körper aneinander und bestimmt die Größe des möglichen Reibungswiderstandes R, der das Rutschen verhindert (R = N · m; m ist der Reibungsbeiwert zweier Materialien, der experimentell bestimmt wird). Je glatter die Flächen sind, desto kleiner ist der Reibungsbeiwert m und damit auch Reibungswinkel und die mögliche Reibungskraft.
Alternativ kann zur Ermittlung des Reibungswinkels der eingespannte untere Körper gemeinsam mit dem lose aufliegenden oberen Körper langsam geneigt werden. Der Reibungswinkel wird dann zwischen der Horizontalen und den geneigten Flächen gemessen, wenn der obere Körper noch gerade nicht ins Rutschen gerät.

## Reibung bei körnigem Material, Schüttwinkel

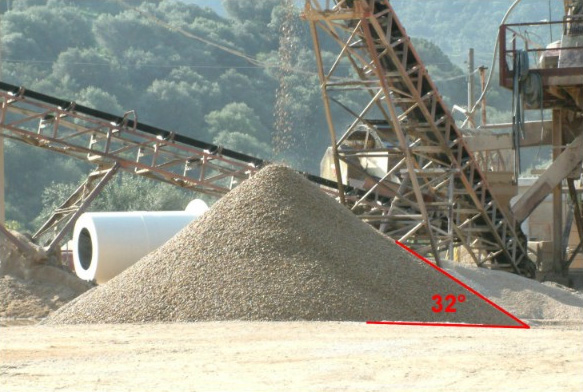
Schüttkegel aus grobem Sand mit rot markiertem Schüttwinkel von 32°

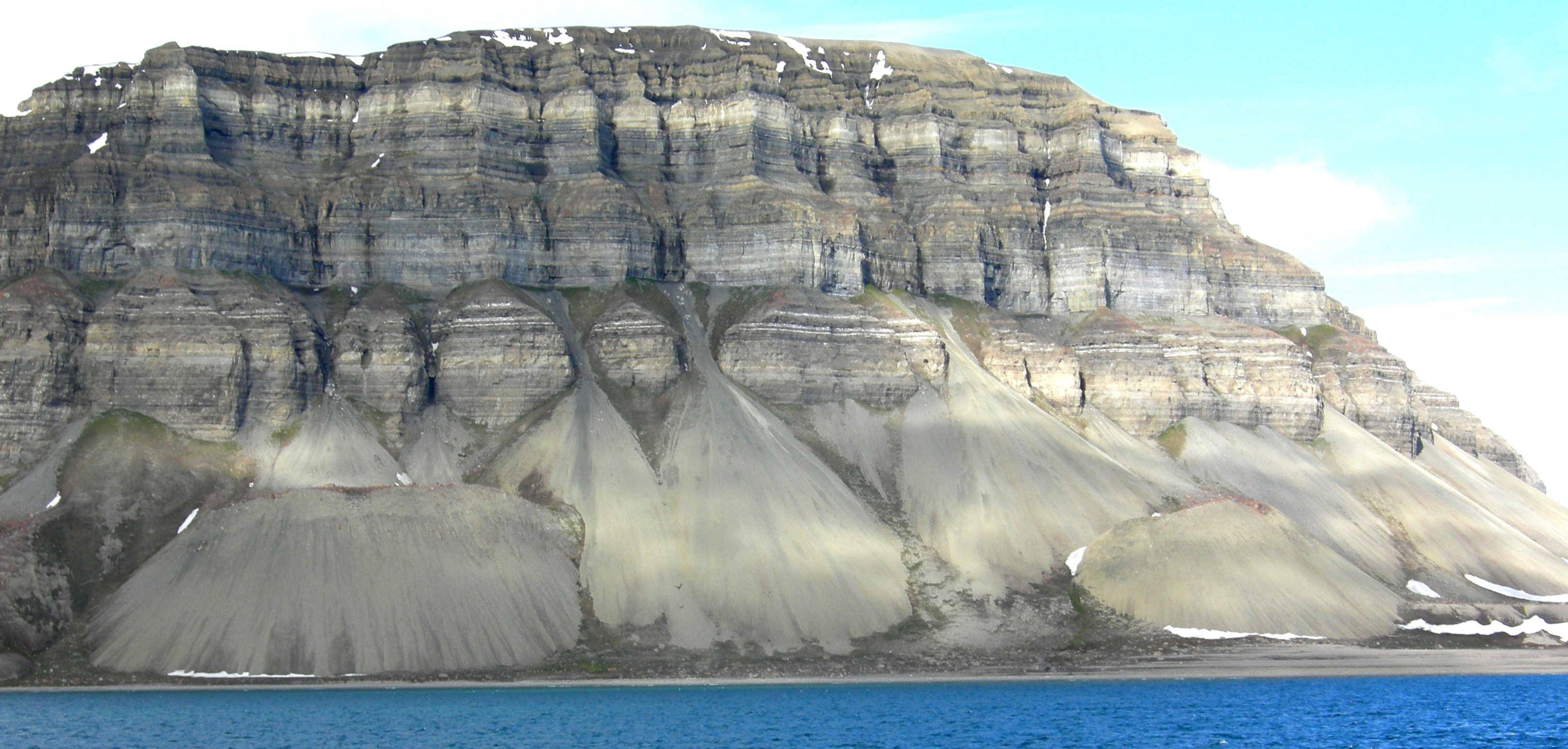
Taluskegel an der Nordküste des Isfjorden, Spitzbergen

Ein körniges, rolliges Haufwerk (wie zum Beispiel Sand) hat einen inneren Reibungswinkel, der unter anderem von der Rauheit der Körner abhängt. Schüttet man das Material auf einen Haufen, so entsteht ein Schüttkegel (ähnlich dem Talus). Abhängig ist der Schüttwinkel von folgenden Eigenschaften:
- Rauheit, je rauer, desto größer ist der Winkel.
- unterschiedliche Körnung, je mehr verschiedene Korngrößen vorhanden sind, umso größer ist der Winkel.
- Verdichtung, je mehr die Schüttung verdichtet wird, umso größer ist der Winkel.
- Feuchtigkeitsgehalt, der Winkel wächst mit Zunahme der Kohäsion zwischen den Körnern.

| bindiger Boden (Ton, Schluff)                                 | 25°       |
| enggestufter rundkörniger Boden, Sand (zum Beispiel Wattsand) | 27,5°–30° |
| Kartoffeln, Zuckerrüben                                       | 30°       |
| Getreide                                                      | 30°       |
| eckiger, scharfkantiger Sand                                  | 32°–35°   |
| weitgestufter (sandiger) Kies                                 | 32°–37°   |
| Braunkohle                                                    | 35°       |
| Zucker                                                        | 35°       |
| Salz                                                          | 40°       |
| Streusalz                                                     | 32°       |
| Zement                                                        | 40°       |
| scharfkantiges Geröll (zum Beispiel Eisenbahnschotter), Erze  | 40°       |
| Steinkohle, Koks                                              | 45°       |
| Mehl                                                          | 45°       |

Der Einfluss der hohen Oberflächenspannung des Wassers in den kapillar wirksamen Spalten zwischen Körnern von feinem Meersand wird beim tropfend nassen Bau einer Sandburg anschaulich. Mit dünnem Strahl oder Tropfen von Sand-Wasser-Schlemme aus geringer Höhe aus der Hand geronnen, lassen sich spitze Türmchen (Schüttwinkel fast 90°), nahezu senkrechte Wände und sogar kleine, leicht überstehende Pilzhauben aufbauen, die kleinräumig vertikal ununterstützt überhängen, also dort einem Schüttwinkel von über 90° ausbilden. 
Die stärkste dauerhafte, jedoch nur oberflächlich wirkende Bindekraft entwickelt das Wasser bis hin zur kapillaren Steighöhe über dem Grundwasserspiegel – abhängig von Materialfeinheit und Wasser – von etwa 0,5 Meter. Darüber reißt die Wassersäule in der Sandmatrix oben ab und Luft dringt in die Poren ein, Wasser kittet dadurch hier auch in der Tiefe des „Mörtels“, tendiert jedoch unter der Schwerkraft im Inneren abzurinnen und oberflächlich – je nach Wind und Wetter – zu verdunsten. Ein Weiterbau liefert oben Wasser nach, metastabilisiert die Aufbauten, erhöht jedoch die Belastung an der Basis. Wo der Sand trocknet, rieselt er nach und bildet seinen trockenen Schüttwinkel von etwa 30° aus.

## Schergerade eines Bodens
Der innere Reibungswinkel eines Bodens kann im Labor im Scherversuch mit Versuchsgeräten festgestellt werden. Die Bodenprobe wird (zum Beispiel im Dreiaxialgerät oder Kastenschergerät) vertikal und horizontal bis zum Bruch belastet. Dabei ermittelt man mit Hilfe des Mohrschen Spannungskreises die Parameter der Schergeraden des zweidimensionalen Spannungszustandes. Im Spannungsdiagramm wird die Vertikalspannung auf der horizontalen x-Achse aufgetragen, und die Schubspannung auf der vertikalen y-Achse. Die Schergerade ist gekennzeichnet durch ihre Steigung (der Winkel zur Horizontalen ist der Reibungswinkel) und durch den Abstand, in dem die Schergerade die vertikale Achse schneidet. Dieser Abstand ist die Kohäsion. Körnige (rollige) Böden haben keine Kohäsion, sondern nur einen Reibungswinkel, das heißt, die Schergerade geht durch den Nullpunkt des Spannungsdiagramms.

### Coulombsche Bruchbedingung
Ein Boden, der sich in einem Spannungszustand unterhalb der Schergeraden befindet, hält der Belastung stand. Bei einem Spannungszustand auf der Schergeraden versagt er („Grenzspannungszustand“), Spannungszustände oberhalb der Schergeraden sind nicht möglich. Je größer der Reibungswinkel und/oder die Kohäsion ist, desto höher ist die Belastbarkeit. Siehe hierzu auch Schergesetz und Mohr-Coulombsches Bruchkriterium.

## Gleitsicherheitsnachweis
Der Reibungswinkel wird zusammen mit der Kohäsion gebraucht, um den Widerstand eines Bauwerks gegen horizontales Verschieben zu berechnen (zum Beispiel bei Fundamenten, (Winkel)stützmauern, Talsperren). Diesen Nachweis nennt man Gleitsicherheitsnachweis oder auch Scherfestigkeitsnachweis.

## Sandschüttungen auf verschieden geformten Flächen
|  |  |  |  |

| Unterstützungsformat | Unterstützung | Winkel der Ruhe |
| -------------------- | ------------- | --------------- |
| Rechteck             |               |                 |
| Kreis                |               |                 |
| Quadrat              |               |                 |
| Dreieck              |               |                 |
| Doppelgabel          |               |                 |
| Oval                 |               |                 |
| Eine Grube           |               |                 |
| Doppelte Grube       |               |                 |
| Mehrfachgrube        |               |                 |
| Zufallsformat        |               |                 |

### Böschungen
Kohäsion und Reibungswinkel sind dafür verantwortlich, in welchem Winkel eine Böschung aus Bodenmaterial angelegt werden kann, ohne zusammenzubrechen bzw. abzurutschen. Auch beim Nachweis einer Böschung gegen Böschungsbruch ist der Reibungswinkel neben der Kohäsion und der Wichte des Bodens ein wichtiger Einflussfaktor.